# 리사 마리 배런

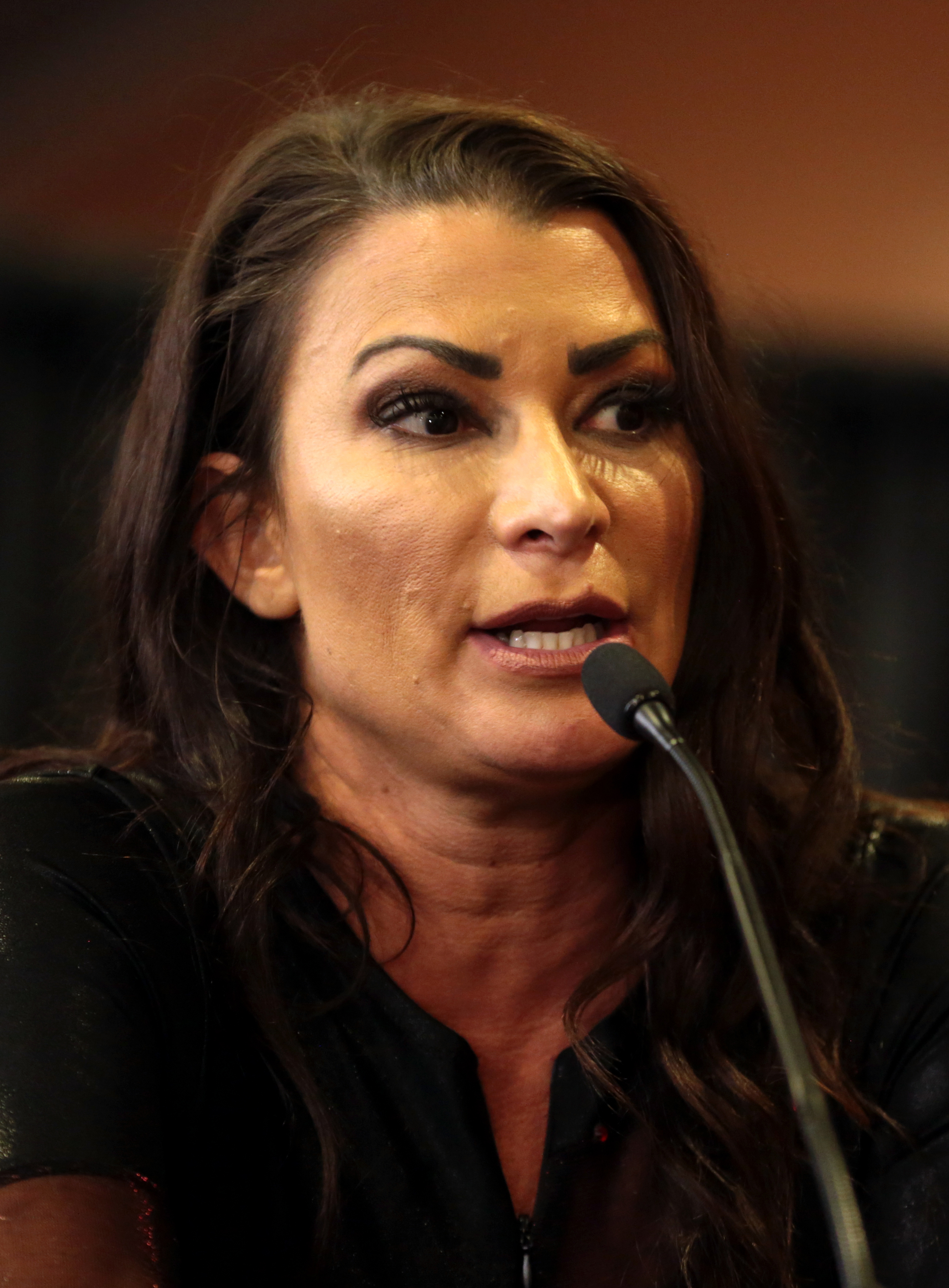
리사 마리 배런 2017

타라(Tara, 1971년 2월 10일 ~ )는 본명은 리사 마리 배런(Lisa Marie Varon)다. 미국의 여자 프로레슬링선수로 WWE 링네임에서는 빅토리아(Victoria)로 TNA 링네임에서는 타라(Tara)라는 잘 알려져 있다. 키는 173cm 몸무게는 70kg이다. 2000년 프로레슬링 입문으로 피니쉬는 블랙 위도우/Black Widow(런닝 인버티드 프론트 파워슬램/Running inverted front powerslam), 타라 밤/Tara bomb(쵸크밤/Chokebomb), 위도우스 픽/Widow's Peak(고리 넥브레이커/Gory neckbreaker)이 있으며 위도우스 픽은 WWE 자체 선정 참신한 기술 1위를 차지하는 등 고리 스페셜 자세에서 이어지는 백브레이커가 오로지 빅토리아만이 소화해낼 수 있는 기술이라고 치켜 세워지기도 했다. 시그니처는 아-라크-나포비아/A-rack-naphobia(닐링 백브레이커 랙 드롭/Kneeling backbreaker rack drop), 백 바디 드롭/Back body drop은 기본이고 브릿지 리버스 친락/Bridging reverse chinlock, 백슬라이드/Backslide, 다이빙 플란차/Diving plancha, 힙 드롭/hip drop, 기본이고 게다가 제페니즈 암 드레그/Japanese arm drag, 잭나이프/Jackknife, 모디파이드 베어허그/Modified bearhug, 모디파이드 보스턴 크랩/Modified boston crab는 변형된 새우꺾기라는 기술이다. 그리고 모디파이드 파워슬램/Modified powerslam, 원-핸드 팔로우 바이 어 해머락/One-handed followed by a hammerlock, 오버헤드 수플렉스/Overhead suplex, 패키지 파워밤/Package powerbomb, 팬듀럼 백브레이커/Pendulum backbreaker, 롤-업/Roll-up, 런닝 헤드벗 드롭/Running headbutt drop 런닝 로우 드롭킥/Running low drop, 스쿨걸/Schoolgirl, 슬링샷 벨리-투-백 수플렉스 백브레이커/Slingshot belly-to-back backbreaker, 슬링샷 섬머솔트 레그 드롭/Slingshot somersault leg drop으로 사용을 하는 것도 기본이다. 스파이더스 웹/Spider's Web(파이어맨즈 캐리 스푼 아웃 어 사이드워크 슬램/Fireman's carry spun out a sidewalk slam)이라는 사용을 하고 그리고 스프링보드 문설트/Springboard moonsault, 슈퍼킥/Superkick, 슈퍼 파워슬램/Super powerslam, 서프보드 스트레치/Surfboard stretch, 빅토리아스 시크릿(스탠딩 문설트/Standing moonsault)으로 사용을 한다.

## 수상
- 워맨 오브 더 이열 (2004)
- 랭크드 넘버 5 오브 더 탑 50 피멜 레슬링 인 더 PWI 피멜 50 인 2009
- TNA 위민스 넉아웃 챔피언 (5회)
- TNA 넉아웃 태그팀 챔피언 (1회) - 브룩 테스마허
- WWE 위민스 챔피언 (구 버전) (2회)
- MORE 레슬링 위민스 헤비웨이트 챔피언 (1회)